# Zatoka Orfańska
Zatoka Orfańska (gr. Κόλπος Ορφανού, Orfanikós kólpos) – zatoka Morza Egejskiego, położona u brzegów Grecji. Oblewa wschodnie wybrzeże Półwyspu Chalcydyckiego i zachodnie wybrzeże wyspy Tasos. Jej długość wynosi około 84 km, a szerokość u wejścia 40 kilometrów. Do zatoki uchodzi rzeka Struma.